# Hey (Fais & Afrojack)
Hey is een nummer uit 2016 van de Nederlandse zanger Fais en de Nederlandse dj Afrojack.
Met dit nummer maakte Fais zijn debuut in de Nederlandse Top 40, waarin het nummer drie weken lang op de 2e positie stond. Hiermee werd "Hey" de grootste Nederlandse hit van het jaar 2016. In Vlaanderen kwam het nummer niet verder dan de Tipparade.